# Супертуунс
Супертуунс е български телевизионен канал, собственост на „Про Кидс“, собственост на Емил Симеонов, притежател на „Про Филмс“. Каналът стартира на 1 септември 2020 г. и излъчва предимно анимационни предавания, насочени към деца от 3 до 12 г.

## Предавания

### Текущи предавания
- „Пчеличката Мая“ (2012 – 2017) (2020–)
- „Приключенията на Мечето Падингтън“ (1997 – 2000) (2020–)
- „Пожарникарят Сам“ (2008 – 2018) (2020–)
- „Джони Тест“ (2005 – 2014) (2020–)
- „Телетъбис“ (2015 – 2018) (2020–)
- „Приключенията на таралежа Соник“ (1993) (2020–)
- „Маша и Мечока“ (2009–) (2020–)
- „Боб Строителя“ (2010 – 2011) (2020–)
- „Инспектор Гаджет“ (1983 – 1986) (2020–)
- „Миа и аз“ (2012–) (2020–)
- „Уинкс Клуб“ (2004 – 2019) (2020–)
- „Артур и Минимоите“ (2016 – 2017) (2021–)
- „Смърфовете“ (1981 – 1989) (2021–)
- „Ну, погоди!“ (1969 – 2006) (2020–)
- „Бакуган: Бойци в действие“ (2007–2012) (2021–)
- „Бейблейд: Метъл Фюжън“ (2009–2010) (2021–)
- „Франклин и приятели“ (2011–2013) (2021–)
- „Хот Уилйс: Батъл Форс 5“ (2009–2011) (2021–)
- „Викингът Вик“ (2014) (2021–)
- „Нилс Холгерсон“ (2011) (2021–)
- „100% вълк Легендата за Лунния Камък“ (2020) (2021–)
- Сръчковците". (2010-) (2022-)
- "Лунтик и неговите приятели". (2006-сегашно време)
- „Ну, погоди! Ваканция“ (2021–) (2023–)
- „Монсиландци“ (2018-) (2024-)